# Isa (Rune)

Isa

Isa (ᛁ) ist die elfte Rune des älteren Futhark und die neunte Rune des altnordischen Runenalphabets mit dem Lautwert i.
Der rekonstruierte urgermanische Name bedeutet „Eis“. Die Rune erscheint in den Runengedichten als altnordisch und altenglisch īs bzw. gotisch iiz.

## Zeichenkodierung
| Unicode Codepoint | U+16C1                     |
| Unicode-Name      | RUNIC LETTER ISAZ IS ISS I |
| HTML              | &#5825;                    |
| Zeichen           | ᛁ                          |